# Memoria (film 2021)
Memoria è un film del 2021 co-prodotto, scritto e diretto da Apichatpong Weerasethakul.
È stato presentato in concorso al 74º Festival di Cannes, dove ha vinto il Premio della giuria.

## Trama
Da quando è stata spaventata da un forte boato sonico all'alba, Jessica non riesce più a dormire. A Bogotà per fare visita a sua sorella, fa amicizia con Agnes, un'archeologa affascinata da dei resti umani scoperti nella costruzione di un tunnel. Mentre viaggia per incontrarsi con Agnes al sito degli scavi, si imbatte un pescatore locale, Hernán, con cui scambia ricordi lungo il fiume. Mentre la giornata volge al termine, in Jessica si risveglia un senso di chiarezza.

## Produzione
Il film è stato girato a Pijao e Bogotà, in Colombia.

## Promozione
Il trailer del film è stato diffuso online il 12 luglio 2021.

## Distribuzione
Il film è stato presentato in anteprima il 15 luglio 2021 in concorso alla 74ª edizione del Festival di Cannes.
È uscito nelle sale cinematografiche italiane il 16 giugno 2022, limitatamente distribuito da Academy Two.

## Riconoscimenti
- 2021 – Festival di Cannes[1][2]
  - Premio della giuria
  - In concorso per la Palma d'oro